# Atnoor, Bhalki
Atnoor là một làng thuộc tehsil Bhalki, huyện Bidar, bang Karnataka, Ấn Độ.